# Багер, Карлос
Карлос Багер (13 марта 1768 — 29 февраля 1808) — каталонский композитор и органист.

## Биография
Карлос Багер родился в Барселоне в 1768 году. О его происхождении известно мало. Он был племянником Франческо Маринера, органиста Собора Святого Креста и Святой Евлалии в Барселоне. Дядя и стал его наставником в музыке.
В неполные 18 лет, с 1786 года, Багер начал заменять его в работе. А после смерти Маринера, в 1789 году, получил должность органиста Собора Святой Евлалии, которую занимал до самой смерти.
Интерпретации и импровизации для органа принесли ему большую известность, но наиболее важный вклад заключается в его деятельности как композитора.
Произведения Багера делают его вместе с Луиджи Боккерини и Гаэтано Брунетти, главным симфонистом Испании в классическую эпоху. Самым значительным его вкладом считается сборник из девятнадцати симфоний, из которых сохранились только 17. Его оркестровую постановку завершает концерт для двух фаготов с оркестром (один из немногих известных в таком составе), пастораль для рождественской вечери и концерт для английского рожка с оркестром, который был утерян.
Он также сочинял духовную музыку (мессы, магнификаты, псалмы), среди которых выделяются великие оратории последнего периода, которые он сочинил для церкви Сан-Фелипе-Нери и для собора Барселоны. Он также является автором большого количества инструментальной музыки для органа и других клавишных инструментов (сонаты, рондо, менуэты, вариации) и серии из шести дуэтов для поперечной флейты, одного из немногих образцов камерной музыки в Каталонии XVIII века. В области вокальной музыки он написал рождественские гимны, арии, каватины, полонезы и оперу «Принц философов», премьера которой состоялась в Барселоне в 1797 году.
Большая часть его симфоний написана явно под влиянием итальянских и немецких мастеров — в том числе Йозефа Гайдна и Плейеля.
Некоторые из его учеников стали довольно известными музыкантами: Мэтью Феррер, сменивший Багера в должности органиста Собора, Рамон Карницер (между 1806 и 1808) и, возможно, Бернат Бертрана.
Он умер в 1808 году, в день, когда французские войска заняли Парк Сьютаделья и Монтжуик во время Пиренейских войн.
Багер создал 19 симфоний, 10 ораторий, сонаты для фортепьяно, трубы и духовную музыку.